# Brongersma
Brongersma is een van oorsprong Friese familie die medisch specialisten en bestuurders voortbracht.

## Geschiedenis
De stamreeks begint met Sjuk Brongersma, geboren waarschijnlijk voor 1630, landbouwer te Kollum. De volgende zes generaties na hem bleven landbouwers in dezelfde streek of het dorp Kollum. De achtste generatie, vanaf Hotse Sjuks Brongersma (1840-1922) ging als eerste naar de universiteit.
De familie werd opgenomen in het genealogische naslagwerk Nederland's Patriciaat in 1937.

## Enkele telgen
dr. Hotse Sjuks Brongersma (1840-1922), promoveerde te Leiden in 1873 magna cum laude tot doctor in de wis- en natuurkunde, directeur gemeentelijke H.B.S. te Haarlem
- Anna Geertruida Brongersma (1867-1923), apotheker, in 1913 stichter van apotheek Brongersma, Apeldoornseweg 70, Arnhem
- Hiddo Rinzo Gerard Johan Brongersma (1869-1944), arts en uroloog te Amsterdam, privaat-docent Universiteit van Amsterdam
- Titia Cornelia Brongersma (1871-1942); trouwde in 1903 met Willem Reinier van de Kasteele (1865-1937), arts, uroloog en dermatoloog
- Cornelia Maria Brongersma (1872-1926); trouwde in 1901 met Jan Willem Hoeffelman (1870-1944), arts, uroloog en dermatoloog
- Sjuk Hotse Brongersma (1874-1956), geneesheer te Bloemendaal, oud-voorzitter der Gezondheidscommissie
  - dr. Leo Daniël Brongersma (1907-1994),  bioloog, museumdirecteur en expeditieleider; trouwde in 1934 met dr. Margaretha Sanders (1905); zij promoveerden beiden op dezelfde dag cum laude in de biologie
- Gerard Wybren Brongersma (1878-1965), oogarts
  - Hiddo Sjuk Gerard Wybren Brongersma (1904-1955), ging over tot de Rooms-Katholieke godsdienst en werd in 1931 tot priester gewijd
  - mr. Edward Brongersma (1911-1998), politicus, advocaat, rechtsgeleerde en criminoloog
- Wiebren Johan Brongersma (1880-1951), directeur Observatiehuis te 's-Gravenhage en ambtenaar Stichting Doorgangshuis te Hoenderloo

Geslachten die opgenomen zijn in het sinds 1910 verschijnende genealogische naslagwerk Nederland's Patriciaat. Lijst volgens opgave van het CBG Centrum voor familiegeschiedenis.
A · B · C · D · E · F · G · H · I · J · K · L · M · N · O · P · Q · R · S · T · U · V · W · Y · Z